# Jerónimo Pío Bianqui
Jerónimo Pío Bianqui, político oriental que tuvo destacada actuación durante la dominación luso-brasileña. 
Era síndico procurador del Cabildo de Montevideo durante el régimen artiguista, y fue miembro del Tribunal de Vigilancia, encargado de controlar la actividad de los españoles sospechosos (que fuera llamado tribunal del “Terror”). Pero al producirse  la Invasión Portuguesa de 1816 adoptó una actitud fuertemente hostil a Artigas y declaró que había obedecido por la fuerza. Encargado de entregar a Carlos Federico Lecor las llaves de Montevideo. (20 de enero de 1817) “con satisfacción y placer”, ocupó uno de los sitos principales del llamado Club del Barón. 
Fue enviado, junto a Dámaso Antonio Larrañaga, en misión ante el rey Juan VI de Portugal para pedirle aceptara la incorporación de la Banda Oriental a sus dominios y para ponerse “a sus pies”. Fue diputado en el Congreso Cisplatino, fue uno de los principales argumentadores a favor de la incorporación de la Banda Oriental al Reino de Portugal.
Al producirse la escisión en 1823 entre los partidarios de Portugal y Brasil, se manutuvo fiel a Lecor. 
Formó parte de una comisión encargada de introducir el método lancasteriano de enseñanza en la presidencia de Oribe.